# Idaea leptatibia
Idaea leptatibia là một loài bướm đêm trong họ Geometridae.